# Kumpir

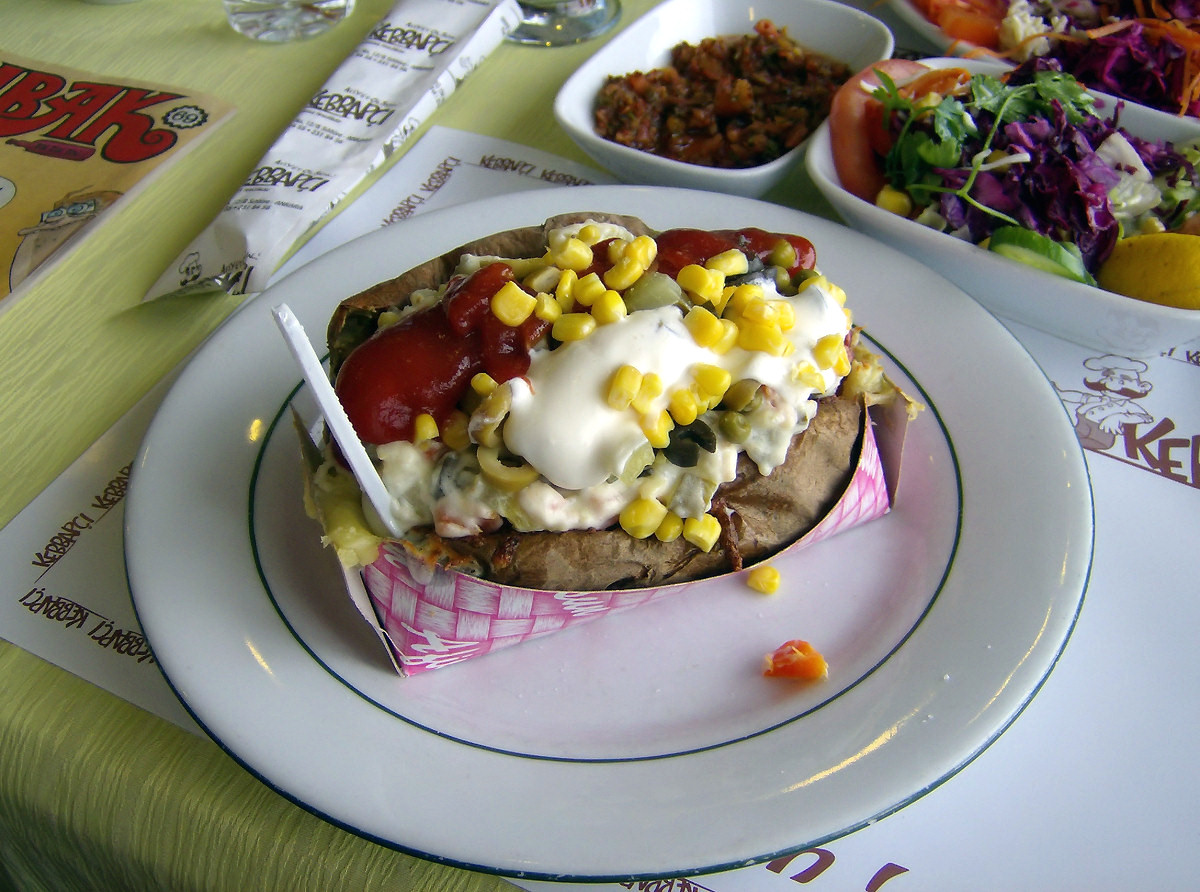
Kumpir

Kumpir is een Turks fastfood-gerecht.
De basis bestaat uit een grote aardappel die in aluminiumfolie in een oven gebakken wordt, in het midden doorgesneden en geprakt met echte boter en speciale kaas (oorspronkelijk is dit Kaşar peyniri maar er wordt ook wel mozzarella voor gebruikt.) Vervolgens wordt het gevuld met een keus van stukjes worst, peen, maïs, olijven, doperwten, champignons, augurken, mayonaise, ketchup, rodekool en een hete pepersaus.